# Michael von Kienmayer
Michael von Kienmayer (n. 17 ianuarie 1756, Viena, Monarhia Habsburgică – d. 18 octombrie 1828, Viena, Imperiul Austriac) a fost un general austriac. Kienmayer s-a alăturat armatei Monarhiei Habsburgice și a luptat împotriva Regatului Prusiei și Turciei otomane. În timpul războaielor revoluției franceze, el a continuat să-și construiască o reputație în cavalerie și a devenit ofițer general. În Războiul celei de-a doua coaliții și războaiele napoleoniene a comandat atât divizii, cât și corpuri de armată. El a fost numit deținător (Inhaber) al unui regiment de cavalerie austriac în 1802 și a deținut această onoare până la moartea sa. Mai târziu a fost guvernatorul Galiției, al Transilvaniei și al Moraviei.

## Cariera timpurie
Kienmayer și-a început cariera militară în 1774 ca și cadet în Regimentul imperial austriac Puebla de Portugalo # 26. În 1775 a fost promovat sublocotenent în Regimentul de dragoni nr. 8 al Jung-Modena. Ca membru al Regimentului de hussari Barco # 35, a participat la Războiul de succesiune bavareză din 1778.
În timpul războiului austro-turc, Kienmayer a excelat într-o încleștare împotriva unei forțe de turci care a atacat avanposturile austriece în aprilie 1788. Mai târziu în acel an, a servit sub principele Josias de Saxe-Coburg-Saalfeld în asediul cetății Hotin și a fost promovat maior în noiembrie. El a luptat în bătălia de la Focșani la 21 iulie 1789 și a primit promovarea la Oberst-Leutnant, în semn de recunoaștere a unei incursiuni de succes. După bătălia de la Rymnik din septembrie, Coburg l-a trimis pe Kienmayer să ducă vestea victoriei la împăratul Iosif al II-lea. S-a întors repede pe front și a executat un alt atac de cavalerie de succes în noiembrie, prinzând un ofițer turc senior. Promovat la Oberst (colonel), el a preluat comanda Regimentului de dragoni Levenehr # 19. De asemenea, i s-a acordat Ordinul militar al Mariei Tereza, cea mai înaltă onoare a Austriei pentru vitejie, la 21 decembrie 1789 pentru vitejie în fața inamicului.

## Războaiele revoluției franceze

### Războiul primei coaliții
Reasignat husarilor Barco, Kienmayer a condus regimentul în Campania din Flandra în Războiul primei coaliții începând din aprilie 1792. A luptat sub Franz Kaunitz-Rietberg în bătălia de la Rouvroy la 13 mai 1794. Austriecii au respins încercarea lui Louis Charbonnier de a avansa la nord de râul Sambre. În timpul acțiunii, Kienmayer și-a condus husarii într-un atac către o coloană de 6.000 de francezi. El a fost promovat general-maior la 11 iunie pentru realizări deosebite.
La începutul campaniei de vară din 1796 în sudul Germaniei, Kienmayer a condus o brigadă în armata Rinului de Jos sub primul arhiduce Charles și mai târziu Wilhelm von Wartensleben. Armata lui Sambre-et-Meuse a lui Jean-Baptiste Jourdan a surprins forța sa de 4.500 de soldați la Giessen la 8 iulie. Francezii i-au alungat trupele din oraș, dar pierderile sale au fost ușoare. El a luptat în divizia Pál Kray la Sulzbach-Rosenberg la 17 august. Această acțiune a avut loc cu puțin timp înainte de bătălia de la Amberg, când arhiducele Charles și-a preluat comanda armatei. El a condus o brigadă de infanterie-cavalerie în divizia lui Friedrich von Hotze la bătălia de la Würzburg, la 3 septembrie. A doua zi a condus strălucit un raid de cavalerie, capturand un depozit mare de aprovizionare la Wertheim am Main și o mică flotilă de bărci cu muniții.

### Războiul celei de-a doua coaliții
La începutul războiului celei de-a doua coaliții, Kienmayer a luptat la bătălia de la Ostrach în perioada 20–21 martie 1799. Patru zile mai târziu, și-a condus brigada de cavalerie în divizia lui Friedrich Nauendorf la prima bătălie de la Stockach. La 24 mai, a apărat Andelfingen, Elveția, unde a rezistat unei forțe mult superioară sub Michel Ney timp de multe ore și a scăpat cu soldații săi. Pentru această realizare, el a devenit Feldmarschal-Leutnant la 6 martie 1800. A luptat într-o ciocnire la Bühl în aprilie și la bătălia de la Biberach, la 9 mai.
După armistițiul de vară, Kienmayer a fost numit pentru a comanda coloana din dreapta a armatei arhiducelui Ioan. Corpul său puternic de 16.000 soldați a inclus diviziile arhiducelui Ferdinand și ale prințului Karl Schwarzenberg. Coloana sa a format aripa nordică a unei tentative de lovire a flancului stâng al lui Jean Moreau. Evenimentele l-au obligat pe arhiducele Ioan să modifice planul într-o avansare directă pe Munchen.
La bătălia de la Hohenlinden din 3 decembrie 1800, corpul de armată a lui Kienmayer a format flancul drept austriac. Trupele sale au condus în avanposturile franceze și s-au trezit curând în fața celor trei divizii ale lui Paul Grenier. Trupele sale, în special cele conduse de Schwarzenberg, au înaintat agresiv. Cu toate acestea, liderul coloanei din dreapta-centru, Ludwig Baillet de Latour, a acordat doar un sprijin slab aripei lui Kienmayer. Între timp, generalii lui Moreau au scăpat din încercuirea lui Johann Kollowrat. După ce corpul de armată fără noroc al lui Kollowrat a fost zdrobit, Moreau s-a întors spre coloana din dreapta austriacă, care încă mai lupta cu viteză în sectorul nordic. Kienmayer a dat ordine să se retragă, iar el și generalii săi au scos trupele lor intacte, deși arhiducele Ferdinand a pierdut 500 de prizonieri. În timpul retragerii haotice după Hohenlinden, Antoine Richepanse a comandat garda din spate a lui Kienmayer la Frankenmarkt pe 17 decembrie, provocând 2.650 de victime austriecilor.
În 1802, a devenit proprietarul regimului 8 din Kienmayer Hussar și a deținut funcția în timpul vieții sale.

## Războaie Napoleonice

### Războiul celei de-a treia coaliții
În 1805, el a servit în războiul celei de-a treia coaliții ca și comandant de corp de armată în armata arhiducelui Fredinand și Karl Mack. Deoarece forța sa a fost dislocată la est de armata principală, el și-a extras cu succes corpul din încercuirea împăratului Napoleon și a evitat soarta armatei lui Mack în campania Ulm. El s-a alăturat curând armatei ruse a lui Mikhail Kutuzov în retragerea sa în Moravia.
La bătălia de la Austerlitz, Kienmayer a condus garda avansată a aripii stângi aliate a lui Friedrich Buxhowden. Comanda o unitate puternică de 6.780 de austrieci cunoscută sub numele de divizia ușoară, cuprinzând atât elemente de cavalerie cât și elemente de infanterie ușoară. Comandanții săi de brigadă erau Georg Symon de Carneville (cinci batalioane de infanterie din Grenz), Moritz Liechtenstein (8 escadrile de husari plus 1.000 de cazaci), Karl Wilhelm von Stutterheim (8 escadrile de cavalerie ușoară) și Johann Nostitz-Rieneck (6 escadrile de husari plus 100 de ulani). Divizia avea 12 tunuri ușoare.

Planul de luptă îi cerea lui Kienmayer să curețe satul Tellnitz de trupele franceze și să captureze terenul înalt la vest de pârâul Goldbach. În primul rând, austriecii au întâlnit 300 de francezi pe un teren acoperit cu viță de vile la ora 8:00 dimineața. Rezistența acestora l-a obligat pe Kienmayer să aloce ambele batalioane din Regimentul 2 Infanterie Secuie Grenz înainte de căderea zonei. Folosind podgoriile, șanțurile și terenul accidentat din jurul Tellnitz, cei 1.000 de bărbați ai Regimentului 3 Infanterie de Linie 3 au luptat cu toate cele cinci batalioane de infanterie austriece pentru a se opri. În cele din urmă, batalionul al 7-lea Vânatori (Jägers) rus a atacat în coloană și a eliminat francezii din sat. În acest moment, întăririle franceze au ajuns la fața locului, iar unitatea 108 a recuperat satul. După ce a pierdut câteva sute de sildați, inclusiv mulți prizonieri, francezii au abandonat Tellnitz și s-au retras peste Goldbach. La ora 9:30, austro-rușii lui Buxhowden au reușit în sfârșit să se desfășoare în Goldbach. Un istoric scrie: 
 Dacă [aliații] ar fi reușit să demonteze rapid linia a treia de la Tellnitz, povestea lui Austerlitz ar fi fost oarecum diferită. În schimb, rezistența încăpățînată a francezilor a șocat avansul Aliaților și i-a făcut vulnerabili la contraatacul francez de pe Pratzen... Cu siguranță tactica austriacă a contribuit la succesul francez la Tellnitz. Deși spiritul soldaților nu poate fi pus la îndoială, o examinare a victimelor suferite în atacurile împotriva lui Tellnitz întăreste acest punct de vedere, atacurile lor fragmentare pot fi criticate în mod just. 
 Mai târziu în luptă, Kienmayer a acoperit cu încăpățânare retragerea lui Buxhowden după ce străpungerea franceză de pe Înălțimile Pratzen a obligat Aliații să se refugieze.

### Războiul celei de-a Cincea Coaliții
Kienmayer a condus Corpul de rezervă II în războiul celei de-a cincea coaliții în 1809. Această formațiune de 9.000 de oameni a cuprins cinci batalioane de grenadieri și 12 escadrile, cuirasieri și dragoni grele. Trupele sale au luptat sub Johann von Hiller ordinele lui la bătălia de la Landshut la 21 aprilie. În timpul retragerii, și-a condus unitatea în Bătălia de la Ebersberg din 3 mai.
După reunirea cu armata principală, arhiducele Charles a contopit comanda lui Kienmayer cu Corpul de rezervă I și l-a reasignat. A luptat cu distincție la Bătălia de la Aspern-Essling din 21-22 mai, unde a comandat 5.770 de trupe și 24 de piese de artilerie ale unei diviziuni de cavalerie de rezervă. În timp ce armatele principale se luptau pe Dunăre, forțele austriece ușoare au atacat Regatul Saxoniei, aliat francez, provocând regele Jérôme Bonaparte să-și aducă armata Regatului Westfalia pe câmp. În iunie, arhiducele Charles l-a numit pe Kienmayer să formeze Corpul XI din forțele atacante, plus întăriri din rezervă. Francezii au încercat să-l prindă pe Kienmayer, Jérôme avansând de la Leipzig și Jean-Andoche Junot mutându-se de la Frankfurt pe Main. Kienmayer i-a întrecut, învingându-l pe Junot la bătălia de la Gefrees din 8 iulie. A pornit apoi spre Jérôme, care s-a retras pripit, evacuând Saxonia cu totul. Acest succes notabil a fost negat de victoria lui Napoleon la Bătălia de la Wagram din 5–6 iulie.
Pentru victoria sa, Kienmayer a fost ridicat la gradul de general de cavalerie la 3 august 1809. O altă recunoaștere a venit în aprilie 1810, când împăratul i-a acordat Crucea comandantului Ordinului militar al Mariei Tereza. A funcționat ca adjunct al comandantului din Ungaria din 1809 până în 1813. El nu a deținut o comandă activă în campaniile din 1813 și 1814. În schimb, el a comandat provincia Galiția. Din 1814 până în 1820, a deținut autoritatea militară asupra Transilvaniei. El a comandat Moravia din 1820 până în 1826, când s-a retras din armată. A murit la Viena la 28 octombrie 1828.

### Materiale tipărite
- Arnold, James R. Marengo și Hohenlinden. Barnsley, South Yorkshire, Marea Britanie: Pen & Sword, 2005. ISBN: 1-84415-279-0
- Arnold, James R. „Bătălia de la Austerlitz”. Wargamer’s Digest Magazine, decembrie 1982.
- Bowden, Scotty & Tarbox, Charlie. Armate pe Dunăre 1809. Arlington, Texas: Empire Games Press, 1980.
- Chandler, David. Campaniile lui Napoleon. New York: Macmillan, 1966.
- Duffy, Christopher. Austerlitz 1805. Hamden, Conn.: Archon Books, 1977.
- Smith, Digby. Cartea de date despre războaiele napoleoniene. Londra: Greenhill, 1998. ISBN: 1-85367-276-9 ISBN   1-85367-276-9

## Legături externe
- Kienmayer de Jens-Florian Ebert
- napoleon-series.org Kienmayer de Digby Smith, compilat de Leopold Kudrna